# 音速小子 世界大冒險
《音速小子 世界大冒險》（中国大陆又译作）是一款由Sonic Team、Dimps以及Gameloft開發並由世嘉發行的平台、动作冒险游戏，屬於音速小子系列。遊戲於2008年11月在Wii、PlayStation 2、Xbox 360平台上發行，同年12月在PlayStation 3平台上發行。便攜版則於2009年6月發行。本作包含「刺猬」和「狼人」模式，可無縫切換交替探索，且遊玩玩法會因晝夜變化而發生改變。

## 遊戲玩法

遊戲演示畫面

遊戲《音速小子 世界大冒險》是一款平台、动作冒险游戏。在遊戲中玩家除可交互操作「Hedgehog」模式進行傳統型快節奏2D和3D衝刺關卡外，也可在「Werehog」模式體驗慢節奏動作戰鬥關卡，使用多項連擊技巧或快速反应事件（QTE）動作擊倒黑暗蓋亞（Dark Gaia）。同時也可使用新增的「技能」系統對主角進行升級。
遊戲包含八個基於現實世界而改編的遊戲地圖，並允許玩家以線性游玩方式進行探索。
同時也引入交易和收集系統，允許玩家在各地圖收集「太陽」（Sun）和「月亮」（Moon）勳章解鎖關卡或者前往當地商店購買收藏品、食物、畫作、音樂CD以及錄像帶等物品，所購得的物品均可在皮克爾教授的工作室裡檢視。
遊戲早期發行的Wii和PlayStation 2版的玩法與設計與後期發佈的Xbox 360與PlayStation 3版存在部分差異，如：地圖設計，關卡玩法和委托任務等。

## 情節

### 主要角色
（日：金丸淳一） - Sonic the Hedgehog
本系列的主角，喜愛自由且厭惡拘束，被稱作是陸地上最快的藍色刺蝟，15歲。
吉普/光明盖亚（- ライトガイア） - Chip/Light Gaia
索尼克的貼身搭檔，喜歡食物為霜淇淋，性格膽小。
黑暗蓋亞 - Dark Gaia
原始高等生物，黑夜和破壞的化身。自誕生以來，一直與光明蓋亞維持著巧妙的平衡。
塔尔斯（日：廣橋涼） - Miles「Tails」Prower
本名為「麥爾斯‧普勞爾」，8歲。使用兩條尾巴旋轉飛行，其飛行速度接近音速小子。因為天生有兩條尾巴而遭到同伴排擠，在偶然間遇到索尼克後便跟隨他。對於機械有相當高的領悟力。
艾咪蘿絲（日：川田妙子） - Amy Rose
形象為綠色上衣,迷你裙以及紅色連身裙裝。12歲。自稱索尼克女友的粉紅色刺蝟，武器為一把稱作「Piko Piko Hammer」的充氣槌。
皮克爾教授（日: 長島茂） - Professor Pickle
世界知名的古代文學學者和專家。在本作中協助索尼克擊敗黑暗蓋亞，並引導至神廟將星球復原。
蛋头博士 - Dr. Ivo Robotnik
瘋狂科學家及發明家，瘋狂執迷於要抓到索尼克。

### 故事
索尼克在某次與蛋头博士的對戰中，以超級索尼克 （Super Sonic) 形態成功擊潰其本人。但疏忽大意被使用特殊機器囚禁並吸收體内的「卡歐斯寶石」（Chaos Emeralds）的力量，用以供應武器毀滅地球，喚醒沉睡於地底的黑暗蓋亞（Dark Gaia），致使星球分裂為七塊大陸...
事後，蛋頭博士將索尼克丟擲回地球。掉落至地球後的他遇到躺在草地上的吉普，在與他交流得知自身形態會隨晝夜發生變化且吉普也丟失了自身記憶。為恢復卡歐斯寶石力量和自身型態、尋回吉普記憶和復原地球，索尼克與吉普一同踏上了旅途。
在旅途中遇到了塔爾斯和艾咪，並在塔爾斯的援助下，拯救了受困於蛋頭博士機關的皮克爾教授。得知事情原委的皮克爾教授建議索尼克立刻動身尋找並造訪遍佈於世界各地的蓋亞神廟，恢復「卡歐斯寶石」（Chaos Emeralds）的力量，進而復原地球。
在旅途的最後，索尼克成功恢復了六顆「卡歐斯寶石」（Chaos Emeralds）的力量，而在此時吉普也恢復了自身記憶，得知自己為光明蓋亞（Light Gaia）化身，並與索尼克進行解釋。為了徹底恢復地球，兩人來到了地球底層，與蛋頭博士和黑暗蓋亞（Dark Gaia）展開最後一戰。
在大戰途中，索尼克的「Werehog」能力被黑暗蓋亞（Dark Gaia）收回，並準備發揮自身能力讓地球籠罩在漫長的黑夜當中。為阻止黑暗蓋亞（Dark Gaia），吉普使用自身力量召喚神廟，組成蓋亞巨人並與化身為超級索尼克（Super Sonic) 展開行動，擊敗了黑暗蓋亞（Dark Gaia）。
在擊敗黑暗蓋亞（Dark Gaia）後，吉普為維護星球運轉平衡，決定動用自身能力復原最後一塊大陸並再次與黑暗蓋亞（Dark Gaia）沈睡於地底。在裂缝缝合之際，吉普將索尼克和攜帶於身上的項圈一同拋向地面，希望索尼克能繼續存活下去，並感謝他為自己所做過的一切，表示永遠不會忘記這段日子。抵達地面的索尼克發現吉普留下的項圈，得知了吉普的心意後，將項圈帶在手中，繼續向未知的前方前行。  

## 開發

### 宣傳片

宣傳封面

2008年11月，世嘉與Marza Animation工作室在遊戲發售期間公佈一段介紹遊戲隱藏事件的電腦成像（CGI）短片：《索尼克&吉普 恐怖之馆》，講述索尼克與吉普在鬼屋裏所遇到的種種超自然事件的故事。

### 音樂
遊戲原聲帶《Planetary Pieces: Sonic World Adventure》由「WAVE MASTER ENTERTAINMENT」於2009年1月28日在日本發行。
主題曲《Endless Possibility》由美國搖滾樂隊「Bowling for Soup」的Jaret Reddick負責演唱。結尾曲《Dear My Friend》則由Brent Cash演唱。

## 發行
2008年4月，世嘉北美將本作發售將於聖誕期間推出Wii、PlayStation 2、PlayStation 3和Xbox 360版本，并表示將采用新型的Hedgehog Engine製作。12月，在北美和歐洲的PlayStation Store上公佈遊戲的體驗版，但不包含「Werehog」模式。
2009年3月12日，世嘉在Xbox 360和PlayStation 3平臺公佈首款 可下載内容（DLC），包含四個不同模式的關卡階段以及兩個新任務。同年5月，宣佈與Gameloft展開合作，簽署相關協議，將遊戲移植至Java平臺，並於六月在歐洲，中東，澳大利亞和紐西蘭地區發售。
2010年，世嘉決定從市場中移除Metacritic得分均低於平均水平(60)的《刺蝟索尼克系列》作品，導致遊戲在各大商店中下架。時隔兩年后，遊戲重新在PlayStation 商店上架。2018年,登陸PlayStation Now商店。  同年11月，加入Xbox One向後兼容遊戲隊列。

## 評價
《音速小子 世界大冒險》在商業獲得上獲得不錯表現，本作售出了245萬套，登上世嘉在2008年最後一個財政年度中的第三個暢銷遊戲。評價方面卻褒貶不一，Wii和PlayStation 2版本在Metacritic上獲得66分（總分：100），Xbox 360版本獲得60，而PlayStation 3版本只有54分。
1UP.com評論家讚賞遊戲所包含的元素、環境和圖形。如：建築物如「Postcard-perfer archteture」生動驚艷，宏大的世界觀以及「Very pretty and lovingy animated」的互動元素。
部分評論者對世嘉在Xbox 360和PlayStation 3版本所採用的「刺猬引擎」的技術能力持正面評價，並稱其能「流暢的播放色彩鮮豔的卡通圖形」（bright cartoonish graphics that fly by without a stutter）。但也有評論家指遊戲在「狼人」模式中出現大量敵人的情況下，整體遊戲掉幀過於明顯。
儘管Wii和PlayStation 2版本未使用新版的Hedgehog Engine，但遊戲圖形仍以高質量而被廣泛讚譽，並被IGN提名為「2008年度最佳Wii遊戲圖形技術」獎。此外，遊戲一改以往的搖滾配樂，採用管弦樂配樂的做法也獲得不少正面評價。
部分評論家將遊戲備受期待「狼人」模式的概念與設計持負面評價，並認為「另人髮指」的難度、緩慢動作系統、昏迷時間過長以及詭異視角為該模式的缺陷。與之相反，未受關注的「刺猬」模式則獲得較多的正面評價。大部分評論家認為：該模式以「另人振奮的速度感」、2D與3D環境的無縫融合以及「相較平衡」的關卡設計，將白天關卡發揮的淋漓盡致，並被視為成功「再現了經典索尼克的玩法」。

## 外部連結
- GitHub上的UnleashedRecomp项目
- 官方网站：北美、日本